# Charte Waldeck
Die Charte Waldeck war der im weiteren Verlauf der Märzrevolution im Juli 1848 vorgelegte Entwurf einer liberalen Verfassung für das Königreich Preußen, benannt nach dem damaligen Vorsitzenden der preußischen Nationalversammlung Benedikt Waldeck (1802–1870).
Dieser Verfassungsentwurf sah u. a. die Gewährung von Grundrechten (Meinungsfreiheit, Versammlungsfreiheit, Recht auf Waffen u. a.), Einführung einer Volkswehr sowie eine Beschränkung des Vetorechts des Königs gegen Beschlüsse des Parlaments und das allgemeine Wahlrecht für die zweite Kammer des Parlaments vor. Die Umwandlung Preußens in eine konstitutionelle Monarchie in abgeschwächter Form geschah im Dezember 1848 durch eine vom König oktroyierte Verfassung.

## Historischer Kontext
Der preußische König Friedrich Wilhelm IV. hatte sich im Zuge der Märzrevolution von 1848/49 zunächst gezwungen gesehen, den Forderungen der liberal und demokratisch gesinnten Revolutionäre nachzukommen. Diese hatten im März 1848 nach Barrikaden- und Straßenkämpfen die Oberhand über die königlichen Truppen erlangt. Außer Forderungen nach liberalen Reformen hatte die Revolution, die schon in anderen Staaten des deutschen Bundes um sich gegriffen hatte, auch eine nationale Einigung Deutschlands zum Ziel.

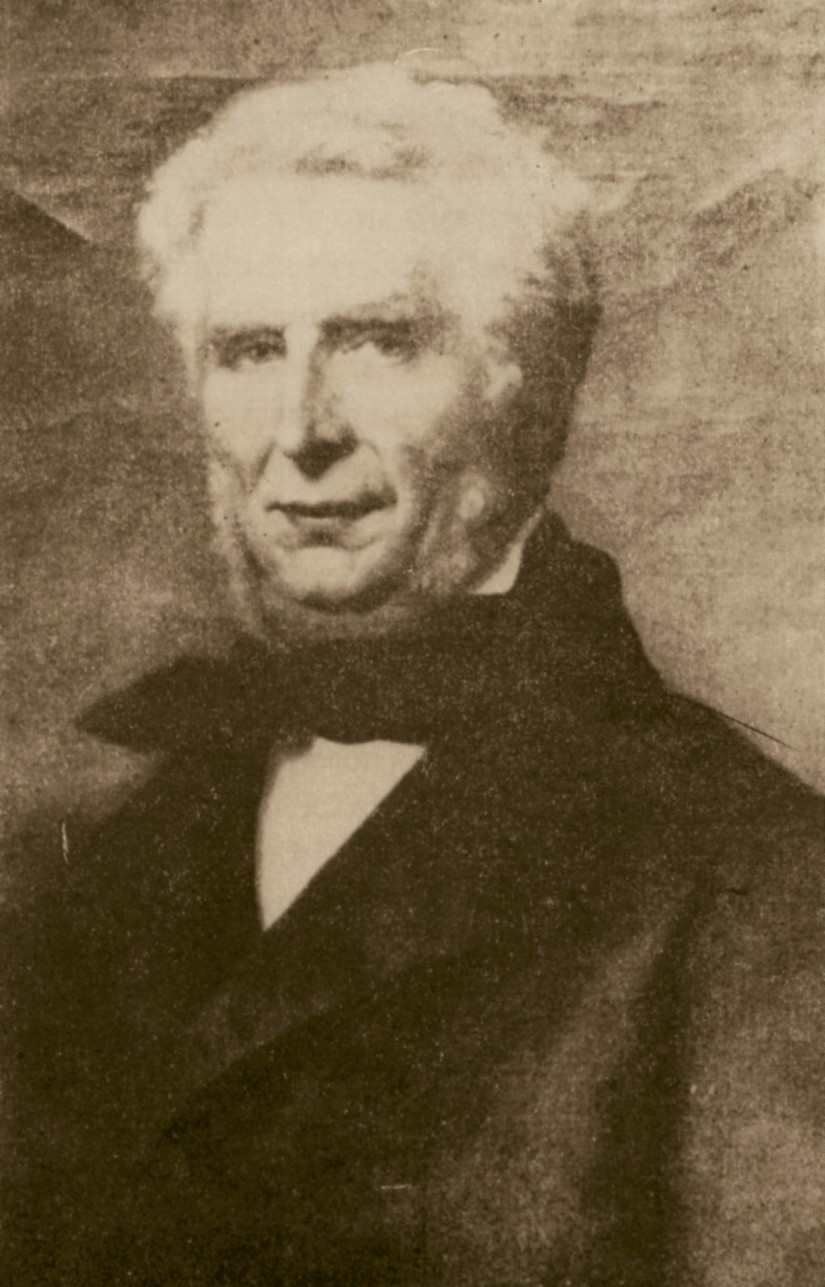
Benedikt Waldeck, der damalige Vorsitzende der preußischen Nationalversammlung, Namensgeber des Verfassungsentwurfs

Neben anderen Zugeständnissen Friedrich Wilhelms IV. wurde am 22. Mai 1848 auch die preußische Nationalversammlung einberufen, die eine preußische Verfassung unter liberalem Vorzeichen ausarbeiten sollte. Bis zu diesem Zeitpunkt waren zwei Verfassungsversprechen (1810 und 1815) seines Vorgängers Friedrich Wilhelm III. hinsichtlich einer Verfassung für Preußen uneingelöst geblieben; damit war auch Art. 13 der Deutschen Bundesakte des Deutschen Bundes von 1815 unerfüllt geblieben, der bestimmte, dass jeder Mitgliedsstaat des Bundes – also auch Preußen – über eine eigene Verfassung verfügen müsse („In allen Bundesstaaten wird eine landständische Verfassung Statt finden.“).
Während die Nationalversammlung über die Verfassung verhandelte, beruhigte sich die revolutionäre Situation in Berlin wieder. Unter dem Einfluss seiner Hofberater vollzog der König daraufhin eine reaktionäre Kehrtwende und machte einige seiner Zugeständnisse rückgängig.
Als die Charte Waldeck schließlich im Juli 1848 vorgelegt wurde, wurde dieser Verfassungsentwurf vom König und den konservativen Abgeordneten abgelehnt. Die preußische Nationalversammlung wurde am 5. Dezember 1848 wieder aufgelöst.
Im Dezember 1848 oktroyierte Friedrich Wilhelm IV. eine eigene Verfassung, die zwar einige Elemente der Charte Waldeck aufnahm, jedoch die Macht des Königs, z. B. mit einem königlichen Notverordnungsrecht, unangetastet ließ. Das in der Charte Waldeck vorgeschlagene gleiche Wahlrecht wurde zwar zuerst gewährt, allerdings waren schon Andeutungen zum Dreiklassenwahlrecht vorhanden, welches 1850 schließlich auch eingeführt wurde. Die Verfassung des Königs wurde im Januar 1850 nochmals in Teilen abgeändert und blieb dann im Wesentlichen bis zur Novemberrevolution 1918 in Kraft.